# Sergio Aragonés
Sergio Aragonés (São Mateus, 6 de setembro de 1937) é um autor premiado de banda desenhada e escritor.

## Biografia
Sergio Aragonés nasceu em 1937 em Castellon na Espanha, mas ainda durante sua infância sua família se mudou para o México por causa da guerra civil espanhola.
Sergio Aragonés se tornou colaborador da revista MAD em 1963. Ficou famoso por suas vinhetas às margens das páginas da revista.
Nos anos 1980 ele criou a revista em quadrinhos Groo o Errante (assim chamado porque procurara um nome sem significado em qualquer idioma) em conjunto com Mark Evanier.
É um dos desenhistas mais rápidos do mundo.